# Valley Springs (California)
Valley Springs, anteriormente conocido como Spring Valley y Valley Spring, es un lugar designado por el censo ubicado en el condado de Calaveras en el estado estadounidense de California. En el año 2000 tenía una población de 2.560 habitantes y una densidad poblacional de 100.8 personas por km².

## Geografía
Valley Springs se encuentra ubicado en las coordenadas 38°11′30″N 120°49′45″O / 38.19167, -120.82917. Según la Oficina del Censo, la ciudad tiene un área total de 25,4 km² (9,8 mi²), de la cual 25,4 km² (9,8 mi²) es tierra y 0 km² (0 mi²) (0.00%) es agua.

## Demografía
Según la Oficina del Censo en 2000 los ingresos medios por hogar en la localidad eran de $43,125, y los ingresos medios por familia eran $45,327. Los hombres tenían unos ingresos medios de $36,524 frente a los $29,861 para las mujeres. La renta per cápita para la localidad era de $19,670. Alrededor del 9.9% de la población estaban por debajo del umbral de pobreza.